# Noël-Étienne Henry
Pour les articles homonymes, voir Henry.
Noël-Étienne Henry est un pharmacien et chimiste français né à Beauvais le 26 septembre 1769 et mort à Paris le 30 juillet 1832.

## Biographie
Il succéda à Demachy comme chef de la pharmacie centrale des hôpitaux de Paris (1797), rendit de grands services dans ce poste, et devint professeur à l’École de pharmacie en 1804, un an après sa création en 1803.
En 1814 et en 1815, lors de l'invasion des alliés, Henry fut chargé d'organiser et d'approvisionner des hôpitaux temporaires établis à Paris et dans les environs.
Il s'est marié deux fois, avec Charlotte Trouvé (leur fils Étienne-Ossian Henry sera également pharmacien et chimiste), puis devenu veuf avec Louise-Félicité Barbonne, veuve du pharmacien Pierre-René Delondre .
Il devint membre de l'Académie de médecine en 1820, secrétaire de la commission des remèdes secrets, et l'un des collaborateurs les plus assidus du code pharmaceutique. La matière médicale et la chimie lui doivent des recherches intéressantes.
Il meurt en 1832 pendant l'épidémie de choléra qui frappe la France.

## Œuvres
- Manuel d’analyse chimique des eaux minérales médicinales, Paris, Crevot, 1825, 224 p.
- Avec Nicolas Jean-Baptiste Gaston Guibourt : Pharmacopée raisonnée, ou Traité de pharmacie pratique et théorique , Paris, J. S. Chaudé, 1828, 2 vol. ; 2e édition en 1834 ; 3e édition en 1841.

Il a également publié des articles sur l'éther, sur la matière colorante du vin rouge, sur l'analyse de la fécule, ainsi que sur diverses plantes, dans plusieurs revues scientifiques : Annales de chimie et de physique, Journal de pharmacie et de chimie, Bulletin de pharmacie.